# 扬·蒂曼
扬·蒂曼（Jan Timman，1951年12月14日—），荷兰国际象棋棋手、特级大师。
蒂曼是1970年代末至1990年代初世界上最顶尖的棋手之一，在其巅峰时期被认为是世界上最强的非苏联棋手。他曾9次获得过荷兰国际象棋冠军。1993年，他在国际棋联世界冠军对抗赛中负于阿纳托利·卡尔波夫，与世界冠军失之交臂。